# Santa María la Mayor
Santa María la Mayor, voluit Reducción de Santa María la Mayor, was een reductie van een christelijke zending in de huidige Argentijnse provincie Misiones. De reductie is in 1626 gesticht door Spaanse jezuïeten die naar Zuid-Amerika waren gekomen. In 1744 was de bevolking toegenomen tot bijna 1000 personen, maar in 1767 trokken de jezuïeten weg uit de Spaanse koloniën.
Samen met de andere jezuïetenmissies van de Guaraní staan de ruïnes van Santa María la Mayor sinds 1983 op de werelderfgoedlijst van de UNESCO.

## Galerij

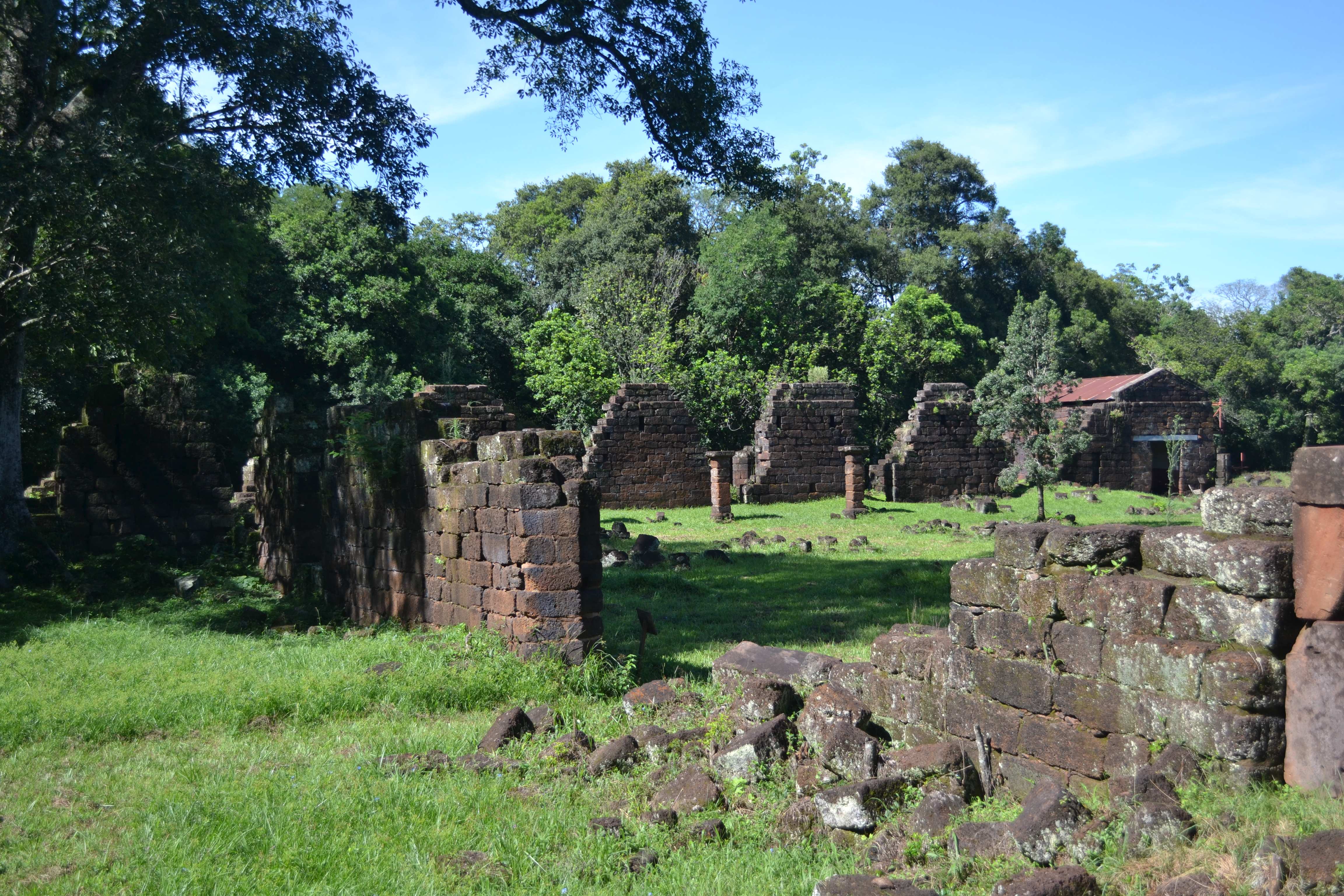
Ruïnes van de reductie
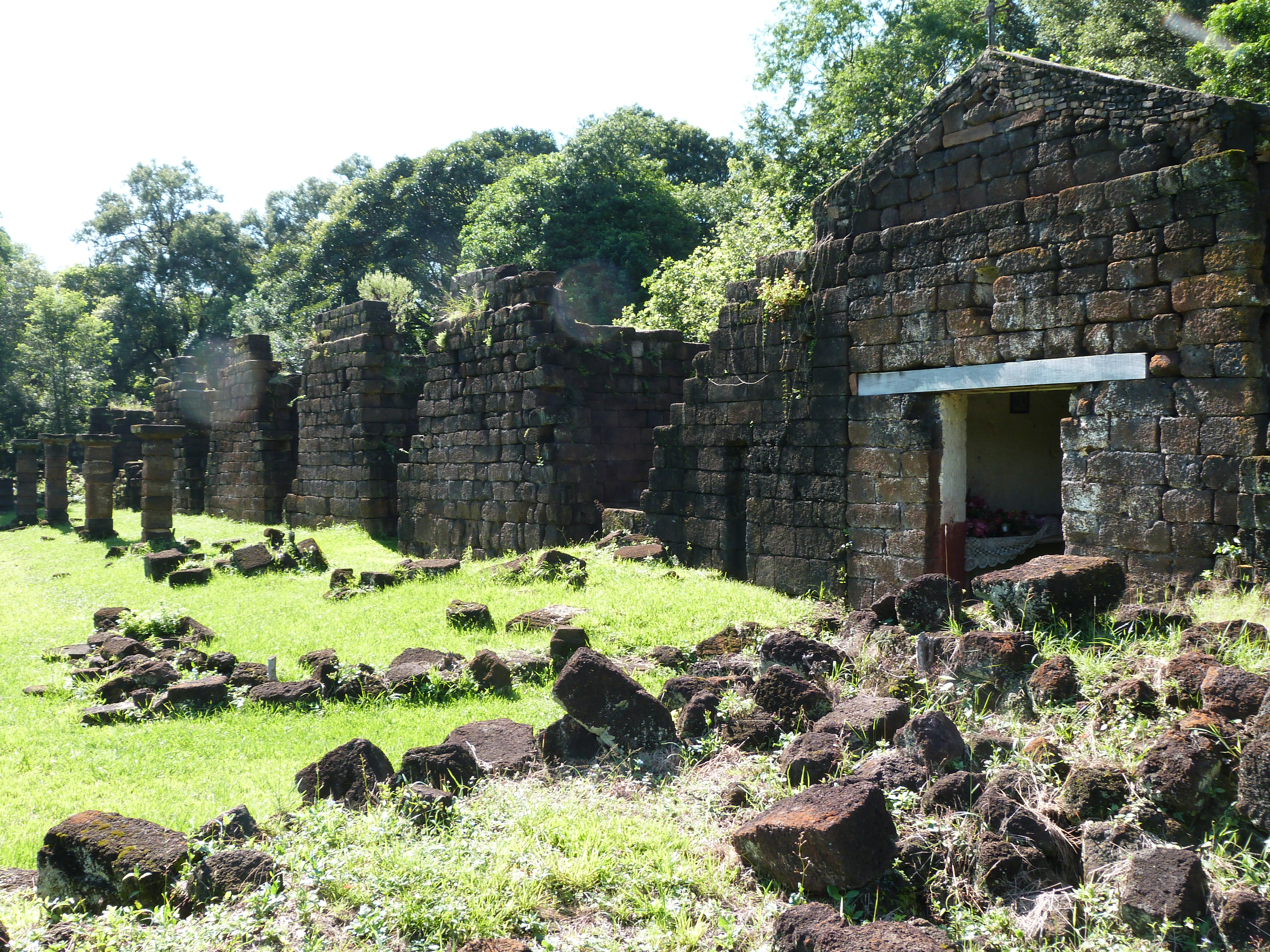
Ruïnes van de reductie

Nationaal park Los Glaciares ·
Jezuïetenmissies van de Guaraní (San Ignacio Miní · Santa Ana · Nuestra Señora de Loreto · Santa María la Mayor) ·
Nationaal park Iguazú ·
Cueva de las Manos, Río Pinturas ·
Valdés-schiereiland ·
Natuurparken Ischigualasto en Talampaya · 
Jezuïetenkwartier en Estancias van Córdoba ·
Quebrada de Humahuaca ·
Qhapac Ñan, wegennetwerk van de Andes ·
Architecturaal werk van Le Corbusier (Maison du docteur Curutchet) ·
Nationaal park Los Alerces